# Orrholmen, Karlstad
Orrholmen är en stadsdel och ett bostadsområde i Karlstad omgivet av Klarälven.

## Omgivning
På Orrholmen finns två fotbollsplaner, en liten och en stor. Den stora är även en rugbyplan där Karlstads Rugbyklubb spelar sina träningar och matcher. På Orrholmen finns också en lekparken Orrleken, som uppfördes 1968 i samband med att Karlstad utsågs till Årets stad.

## Bostäder och Orrholmsgaraget
Orrholmens bostäder är framför allt hyreslägenheter men det finns också 2 bostadsrättsföreningar Fören och Aktern med cirka 200 lägenheter.
Orrholmen är känt för ett stort garage för alla hyresgäster vid namn Orrholmsgaraget, där det finns ett antal skulpturer och en stor målning.

## Historik
Orrholmen var fram till början av 1900-talet en ö och kallades då Stora Orrholmen.

## Förbindelse till Hammarö
Landvägen till Hammarö gick i början av 1900-talet via en färjelinje på Orrholmen. Denna planerades ersättas med en bro och bropelarna hann placeras ut innan beslutet kom att inte bygga en bro efter att Jakobsbergsbron var färdigställd 1929.